# TOWA
TOWA株式会社（トーワ）は、京都府京都市南区に本社を置く精密金型、半導体製造装置メーカー。

## 沿革
- 1979年（昭和54年）4月 - 東和精密工業株式会社として設立。
- 1988年（昭和63年）12月 - 現在の社名に変更。
- 1996年（平成8年）9月11日 - 大阪証券取引所第2部、京都証券取引所上場。
- 2000年（平成12年）9月 - 大阪証券取引所第1部指定替え。
- 2000年（平成12年）11月 - 東京証券取引所第1部上場。

## 所在地
- 本社・工場 - 京都府京都市南区
- 京都東事業所 - 京都府綴喜郡宇治田原町
- 坂東記念研究所 - 京都府宇治市
- 九州事業所 - 佐賀県鳥栖市